# Altostratus

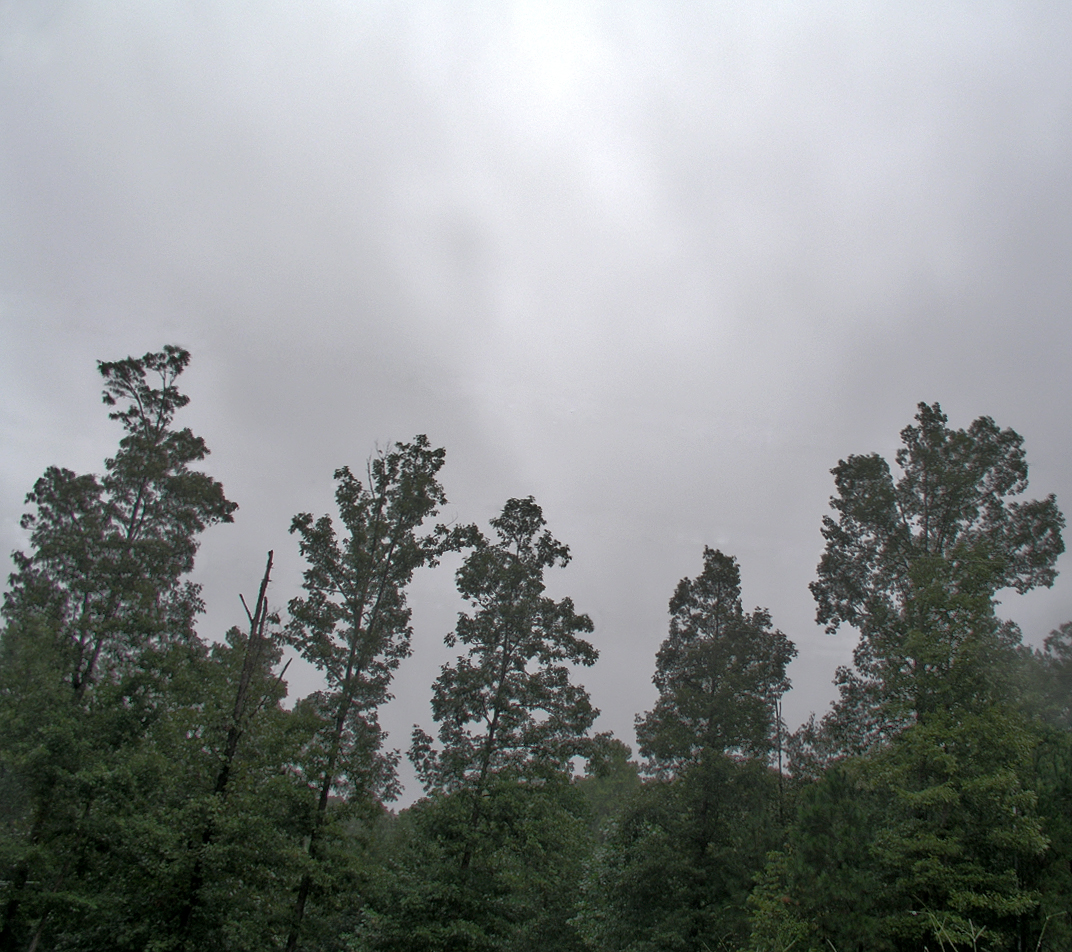
Altostratus

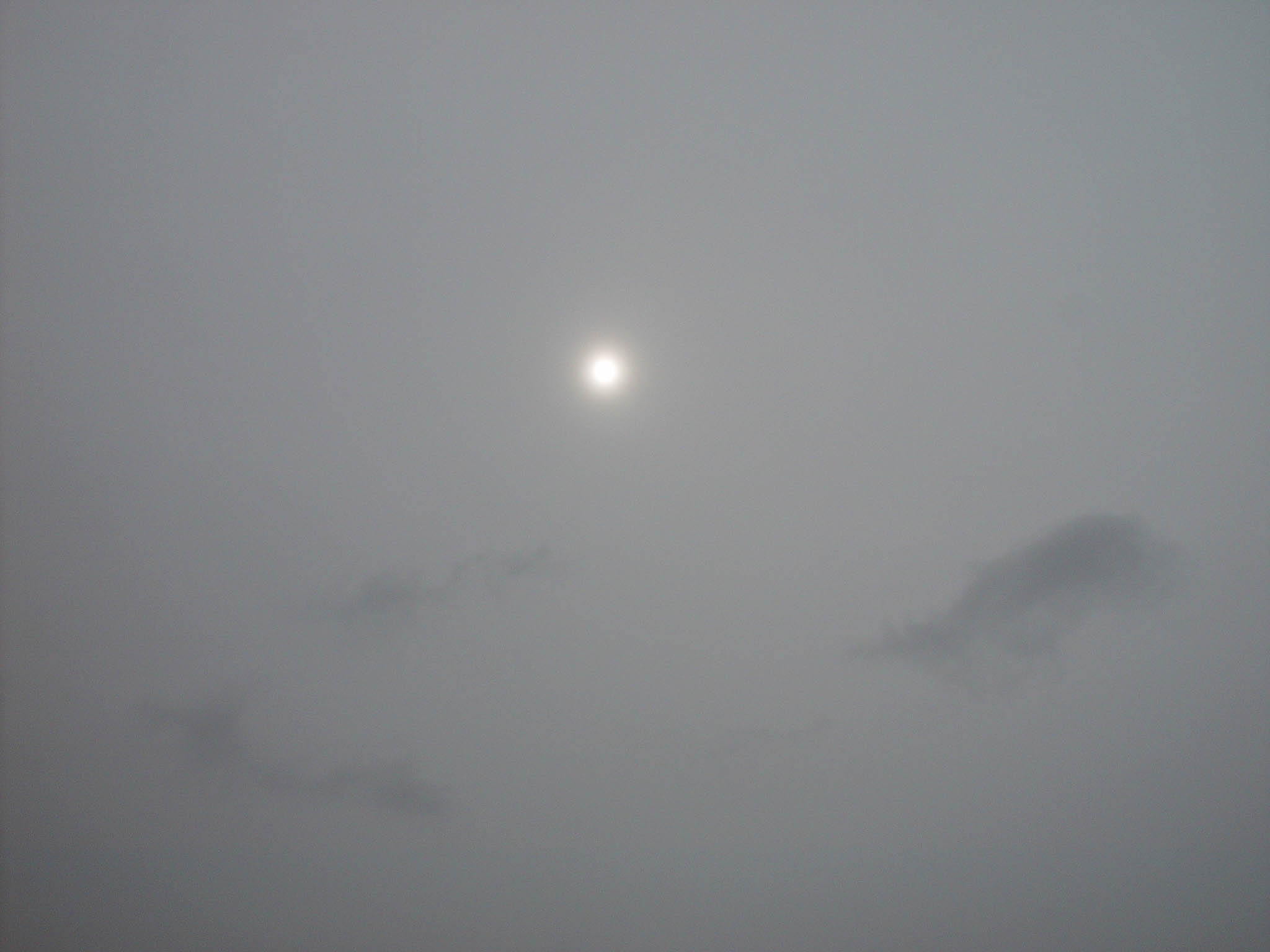
Altostratus translucidus

Altostratus (As) či vyvýšená sloha je frontální oblak, jehož horizontální rozměry jsou stovky až tisíce kilometrů a vertikální rozměry v řádech stovek metrů. Je složený z vodních kapek a ledových krystalků. Z oblaku mohou vypadávat srážky, hlavně v chladné části roku. Při průletu skrze oblak As při teplotě vzduchu mezi 0 až -12 °C se na povrchu letounu utváří zpravidla mírná až silná námraza.
Tento oblak je definován jako šedavá či namodralá oblačná plocha nebo vrstva se strukturou vláknitou nebo žebrovitou, případně bez patrné struktury, pokrývající úplně nebo částečně oblohu. Je tak tenká, že místy jsou alespoň částečně patrné obrysy slunce, které se jeví jako za matným sklem. S altostratem nejsou spojeny halové jevy. As je tmavší než Cs, ale světlejší než Ns.
Jedná se o oblak středního patra, tzn. obvykle se nachází ve výškách 2-6 km. Může postupně mohutnět a měnit se v druh nimbostratus. Skrze mohutnější altostratus není viditelný kotouč slunce nebo měsíce; průsvitný As s rozeznatelným sluncem nebo měsícem je translucidus, hustý As bez těchto viditelných těles nazýváme opacus. Vzhledově je As takřka vždy nebulosus, případně má jen velmi nevýraznou strukturu.
Oblak altostratus vzniká výstupným pohybem rozměrné, vlhké a stabilní vzduchové hmoty, při němž se vzduch postupně ochlazuje, až dosáhne stavu nasycení a kondenzuje vodní pára. Přitom může docházet ke vzniku srážek, které se při pozorování z určité vzdálenosti jeví někdy jen ve tvaru virga, jindy praecipitatio. Právě v případě výskytu srážek, pokud nabývají na trvanlivosti a intenzitě, dochází k postupné transformaci As na Ns.
Altostratus mívá většinou nezřetelnou strukturu, vypadá jako jednolitá šedavá plocha. Může však mít zvlněný tvar (undulatus), což je důsledek střihu větru v hladinách výskytu As. Jindy může být As poněkud rozdrobený a nabývat tvaru fibratus. Dokonce přes některé části oblaku může být i patrná obloha. Když je As takto tvarovaný a roztrhaný, znamená to zpravidla přibližování slábnoucí teplé fronty, případně výškové teplé fronty v systému okluze.
Altostratus bývá smíšený oblak; obsahuje ledové částice i vodní kapky, často přechlazené. Ledové krystalky jsou tím větší, v čím menší výšce v oblaku se vyskytují, ale v nejspodnější části oblaku, blízko základny, se opět jejich velikost snižuje. Letecký průzkum oblaku prokázal výskyt halových jevů, viditelných z letadla při letu blízko horního okraje oblaku. Tak se mohou projevovat jen šestihranné ledové krystalky. Ovšem v nižších výškách už tyto šestiboké krystaly chyběly a byly nahrazeny sloučenými útvary bez pravidelné struktury.
Oblak As se vyskytuje nejčastěji na přibližující se teplé či okluzní frontě. Často roste jeho vertikální mohutnost za výskytu srážek, může se transformovat do oblaku Ns. V některých případech ale může As provázet také oblak cumulus congestus nebo cumulonimbus na studených frontách. Vzácně se tento oblak vyskytuje jako radiatus, undulatus nebo duplicatus. Rovněž jsou vzácné případy mamma, zejména když dochází k transformaci As na Ac. Při výskytu srážek se pod oblakem někdy utváří průvodní pannus. As často vzniká transformací z Ac, tzn. je to altostratus altocumulogenitus, kdy dochází ke spojování menších částí Ac do souvislé vrstvy. Pokud se postupně rozestírá střední část bouřkového Cb do výsledné rozsáhlé vrstvy, může vzniknout altostratus cumulonimbogenitus. Mutací vertikálně sílícího cirrostratu rovněž může vzniknout As cirrostratomutatus — k tomu dochází, pokud se přibližuje např. tlaková níže nebo fronta. Opačným procesem, když se tlaková níže vyplňuje nebo postupující fronta slábne, může se ztenčovat původní nimbostratus a přeměnit se na altostratus, který se pak nazývá altostratus nimbostratomutatus.